# Юлиян Радойски
Юлиян Георгиев Радойски е български офицер, летец, бригаден генерал.

## Биография
Роден е на 17 февруари 1969 г. в град Кубрат. Завършва Висшето военновъздушно училище „Георги Бенковски“ през 1995 г. Започва службата си като младши пилот в двадесет и шеста авиобаза (под.32050) в Добрич. От 1997 до 1999 г. е старши пилот в базата. Между 1999 и 2001 г. е заместник-командир на отделно учебно-бойно звено пак там. В периода 2001 – 2003 г. е заместник-командир и инструктор на учебно звено в пета изтребителна авиобаза в Равнец. От 2003 до 2004 г. е щурман на учебна ескадрила в дванадесета учебна авиобаза в Каменец. В периода 2004 – 2006 г. учи във Военната академия в София „Организация и управление на ОТФ от ВВС“. След това е назначен за Командир на учебна ескадрила в поделение 52090 в Долна Митрополия. На този пост остава до 2007 г. От 2007 до 2008 г. е началник на Център, той и началник на тренажорен комплекс в Център „ Летателна подготовка“ в същото поделение. В периода 2009 – 2012 г. е Началник на Център „Летателна подготовка“ в поделение 52090 в Долна Митрополия. През 2012 г. завършва курс за ръководител на полети. Между 2012 и 2015 г. е заместник-командир на учебна авиационна група "Георги Бенковски“ – Долна Митрополия, в 3-та авиационна база в Граф Игнатиево. От 20 октомври 2014 г. до 10 септември 2016 г. и командир на учебна авиационна група "Георги Бенковски“ – Долна Митрополия. В периода 2017 – 2019 г. е началник на сектор „Авиация“ в отдел „Операции“ в Щаба на ВВС. Завършва специалност „Стратегическо ръководство на отбраната и Въоръжените сили“ във Военната академия и „Счетоводство и контрол“ във Великотърновския университет „Св. Св. Кирил и Методий“. С указ № 289 от 16 декември 2019 г. е назначен за началник на Висшето военновъздушно училище „Георги Бенковски“ и повишен в чин бригаден генерал, считано от 1 януари 2020 г.
Има над 1000 часа нальот на самолети Злин 42М, L-29, L-39, Миг-21 и 274 парашутни скока.

## Образование
- Висше военновъздушно училище „Георги Бенковски“ – 1989 – 1995, Магистър-„ Летец-пилот“
- Великотърновски университет „Св. Св. Кирил и Методий“ – до 2004, магистър „Счетоводство и контрол“
- Военна академия „Георги Раковски“ – 2004 – 2006, Организация и управление на ОТФ от ВВС
- Езиков курс - 2009 г
- Курс за квалификация „ Ръководител на полети“ - 2012 г
- Военна академия „Георги Раковски“ –  2013 г – Стратегически курс, А-3-06-020
- Военна академия „Георги Раковски“ – 2014 г Курс за квалификация „Военно лидерство“ Д-8-04/07-147
- Военна академия „Георги Раковски“ – 2016 – 2017, „Стратегическо ръководство на отбраната и Въоръжените сили“

Езици : английски , руски 

Награди: 
2016 - плакет на ВВС, от Командир на ВВС; 
2015- парична награда, от Командир на ВВС; 
2011- хладно оръжие, от Началник на отбраната; 
2008- похвална грамота, от Командир на поделение; 
2006- парична награда, от Министър на отбраната; 
2001 - похвална грамота, от Командир на поделение.

## Военни звания
- Лейтенант – 1995
- Полковник – 16 март 2015
- Бригаден генерал – 1 януари 2020